# Jean-Mathieu Boris
Pour les articles homonymes, voir Boris.
Jean-Mathieu Boris est un officier de la France Libre né le 25 janvier 1921 à Paris et mort le 2 janvier 2017. C'est un ancien combattant de Bir-Hakeim (1re DFL) et de la campagne d'Alsace (2e DB).

## Biographie
Fils d'Adrien-Louis Boris et de Sonia Jokelson. Epoux en premières noces de Monique Hecker (deux fils : Pascal et Jean-Marc). Marié en secondes noces avec Eleanore Levi (deux filles : Ariane et Alexandra).

### Bir Hakeim
Aspirant, il participe à la sortie de force de Bir-Hakeim sous les ordres du capitaine Gufflet - il enterre ce dernier après sa mort au combat.

### Famille
Il est le cousin du résistant et homme politique Georges Boris[réf. souhaitée].

## Distinctions
- Commandeur de la Légion d'honneur[1] ;
- Croix de guerre 1939–1945 (quatre citations)[1].